# مولیبدیک اسید

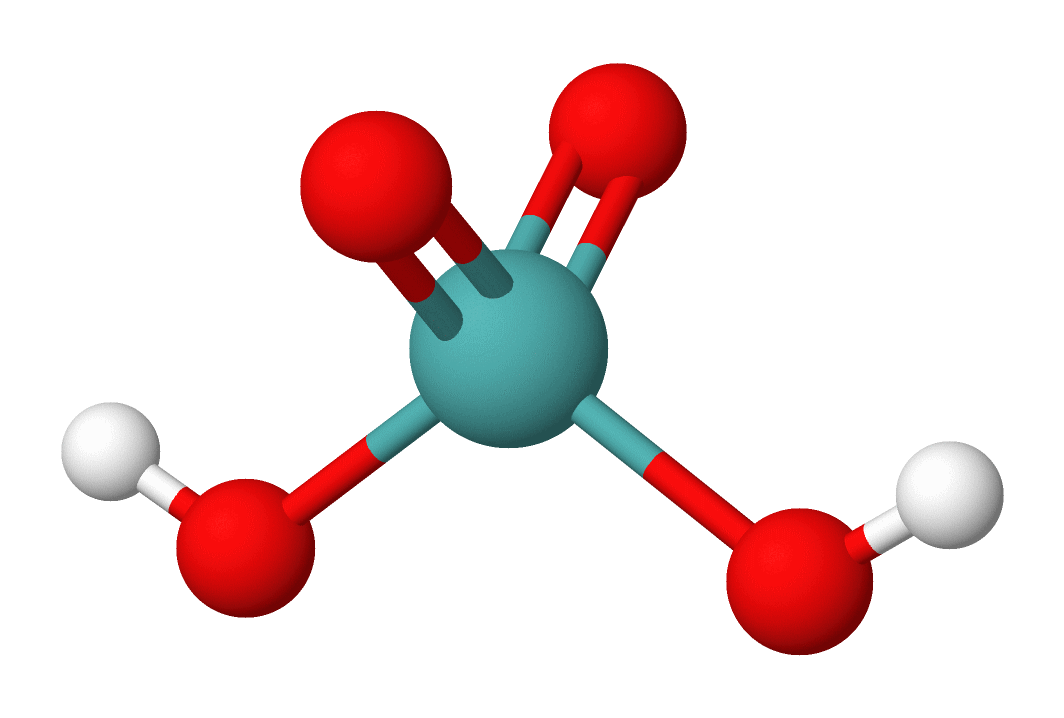
مدل گلوله و میله مولیبدیک اسید

مولیبدیک اسید (به انگلیسی: Molybdic acid) با فرمول شیمیایی MoO۳·H۲O یک ترکیب شیمیایی است. که جرم مولی آن ۱۶۱٫۹۵ g/mol می‌باشد. 